# Ravalli megye
Ravalli megye az Amerikai Egyesült Államokban, azon belül Montana államban található. Megyeszékhelye és legnagyobb városa Hamilton. Lakosainak száma 44 174 fő (2020. április 1.). Ravalli megye Missoula, Lemhi, Granite, Deer Lodge, Beaverhead és Idaho megyékkel határos.

## Népesség
A megye népességének változása:
| Lakosok száma | 40 323 | 40 388 | 40 626 | 40 823 | 41 373 | 44 174 |
|               | 2010   | 2011   | 2012   | 2013   | 2015   | 2020   |